# Фынду
Фэнду́ (кит. трад. 豐都, упр. 丰都, пиньинь Fēngdū) — уезд города центрального подчинения Чунцин (КНР).

## История
В период Сражающихся царств Фэнду (Пинду) некоторое время был столицей царства Ба.
При империи Восточная Хань здесь был образован уезд Пинду (平都县), названный так по находящейся в его северо-восточной части горе Пиндушань. При империи Суй уезд стал называться просто Ду (都县). При империи Южная Сун получил название Фэнду.

## Административное деление
Уезд Фэнду делится на 2 уличных комитета, 24 посёлка и 7 волостей.

Посёлки: Миншаньцзе (名山街道), Саньхэцзе (三合街道), Гаоцзя (高家镇), Лункун (龙孔镇), Шэтань (社坛镇), Лунхэ (龙河镇), Хувэй (虎威镇), Баохэ (保合镇), Саньюань (三元镇), Сюйминсы (许明寺镇), Дунцзя (董家镇), Чжэньцзян (镇江镇), Шуаньлу (双路镇), Шужэнь (树人镇), Шичжи (十直镇), Синъи (兴义镇), Чжаньпу (湛普镇), Баолуань (包鸾镇), Цзянчи (江池镇), Наньтяньху (南天湖镇), Жэньша (仁沙镇), Синлун (兴隆镇), Цзилун (暨龙镇), Упин (武平镇).

Волости: Саньцзянь (三建乡), Шуанлунчан (双龙场乡), Цинлун (青龙乡), Лицзы (栗子乡), Саньба (三坝乡), Дуду (都督乡), Тайпинба (太平坝乡).

## Город духов
В Фэнду находится город духов или город призраков (кит. 高家镇遗址), являющийся туристической достопримечательностью, по образцу Диюй, концепции ада в китайской мифологии и буддизме. Этот город был построен более 1800 лет назад. Скоро он станет одним из островов в связи с строительством электростанции «Три ущелья» и началом затопления этих мест.